# Castre d'Arrola
El castre d'Arrola o oppidum de Marueleza és un castre de la segona edat del ferro (s. III a s. I ae) que es troba a la província de Biscaia al País Basc. Se situa al cordal de Gastiburu, al cim de muntanya Arrola de 537 m d'altitud, entre les poblacions de Nabarniz, Arratzu i Mendata, al marge oriental de la conca d'Urdaibai.
Es considera el major poblat de l'edat del ferro de Biscaia i el més important del Cantàbric oriental; n'és un dels millor conservats del País Basc. Té una extensió de 8 hectàrees, tot i que es creu que podria abastar fins a 13 hectàrees, i tenia unes importants defenses en què destaca una gruixuda muralla de terra i pedres. Fou un dels principals centres des d'on s'articulava la vida d'Urdaibai des de l'edat del ferro fins a la invasió romana, quan s'abandonen els castres i se situen a la vora dels rius i de la mar.
El jaciment és propietat de la Diputació Foral de Biscaia i s'hi han realitzat moltes campanyes d'excavacions i estudis arqueològics. El març de 2014 se'n feu una exposició al Museu d'Arqueologia de Biscaia, que a l'estiu d'aquest any es trasllada al mateix jaciment. S'hi s'exhibeixen objectes de tota mena trobats a Arraola (peces de ceràmica, útils de ferro, adorns de bronze i l'aixovar complet d'un guerrer, que solia portar dues llances...), que dona una àmplia visió de la cultura dels castres que sembla que hi arribà amb les migracions indoeuropees i en desaparegué amb la invasió romana del segle i.
El castre també és conegut pel nom de Marueleza, que significa "Església de Maru" (Maru eliza), i relaciona així aquest lloc amb Maru o Mari, la deïtat més important de la mitologia basca. Tradicionalment el llogaret ha estat relacionat amb algunes aparicions misterioses. A un quilòmetre del castre hi ha el santuari prehistòric de Gastiburu o Gaztiburu, de les mateixes dates del castre, format per quatre estructures al voltant d'una altra de central de forma pentagonal, i envoltat aquest conjunt per unes altres estructures satèl·lits circulars. Alguns estudis han relacionat aquesta construcció amb posicions astronòmiques, ja que el sol en els solsticis de primavera i tardor tenen des d'aquest lloc punts definits d'ortus i ocàs.

## Història
El castre de Marueleza o Arrola fou descobert a principis del s. XIX. El 1827, el van examinar i topografiar Martín Núvia Salcedo i l'arquitecte Antonio Echevarría per encàrrec de la Diputació Foral de Biscaia. El 1942 Blas Tarracena i Augusto Fernández d'Avilés en feren el primer estudi arqueològic, que posà de relleu l'entitat de l'estructura defensiva.
Ha sofert accions que l'han danyat: treballs agrícoles i forestals que han abancalat una bona part del sector oriental del poblat, recerques mineres que n'han deteriorat l'entrada, actuacions arqueològiques que han desfigurat l'estructura de la muralla... L'any 2000 comença un pla d'actuacions per recuperar el monument amb col·laboració de la Universitat del País Basc, que adquireix els terrenys on està situat, i manté un pla de neteja i sega i la reconstrucció de les parts danyades del monument on s'han restaurat més de 50 m de muralla.
El pla d'actuacions culminà l'any 2014 amb l'obertura al públic del jaciment i la construcció d'un petit museu amb part de les peces trobades.

## Descripció

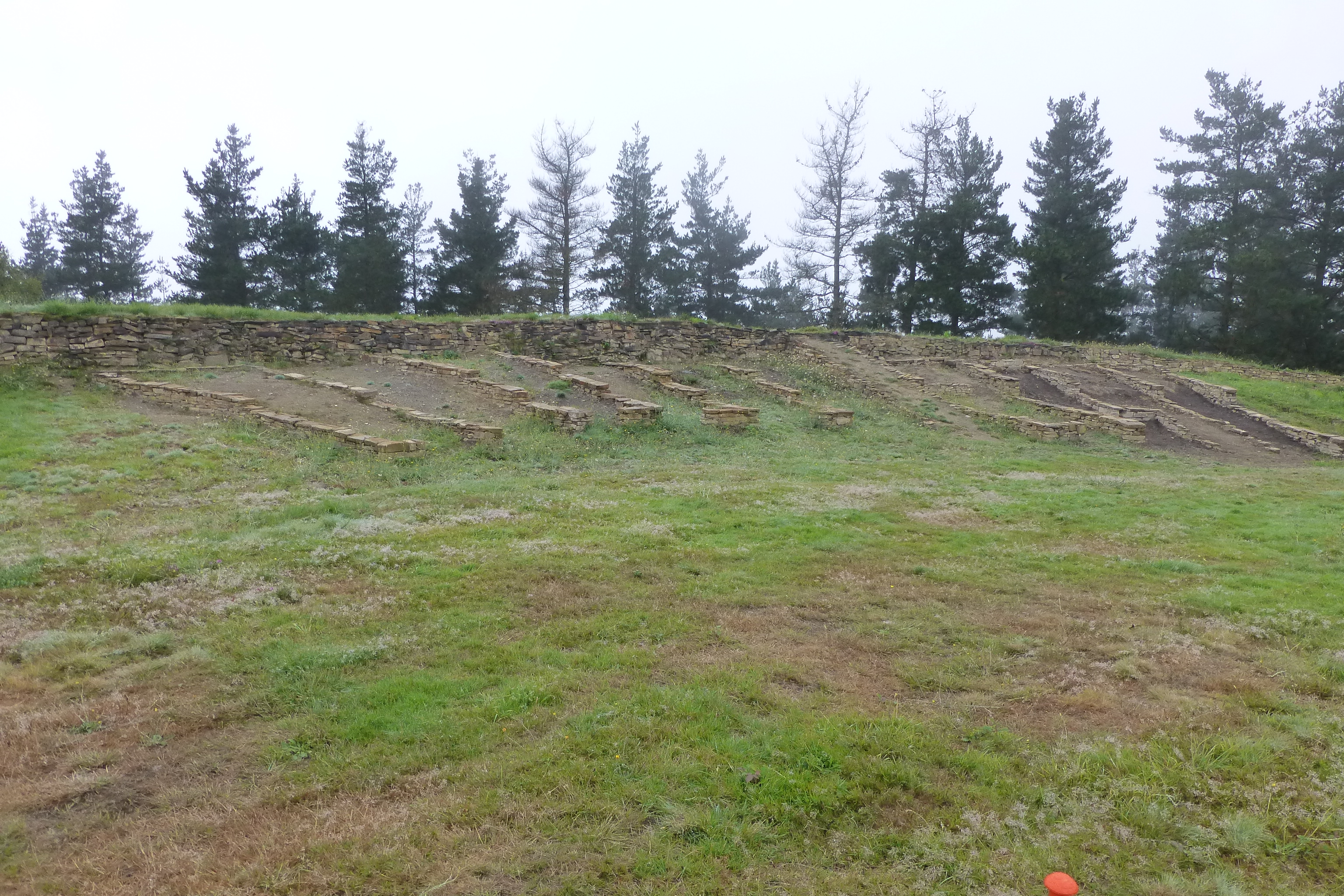
Castre d'Arrola, traces de cases

El castre d'Arrola o oppidum de Marueleza ocupa tot el cim de la muntanya Arrola; té una extensió interior de 80.000 m2 envoltats d'una imposant muralla. Fora d'aquesta, el jaciment s'estén altres 50.000 m2 que han estat molt alterats per l'acció humana, sobretot per l'explotació forestal.
La muralla encercla i defineix tot el poblat. Les cases, construïdes sobre un sòcol de pedra amb fusta i fang, amb teulada de palla, recolzaven a la muralla. Eren edificis d'uns 20 m2 en forma de rectangle, i la muralla n'era un dels costats curts, fent les vegades de paret posterior; les parets laterals eren compartides amb altres cases.
No se n'ha trobat la necròpoli, tot i que sí alguna estela àgrafa amb decoracions geomètriques. A prop del poblat, a 800 m cap al sud-est, hi ha l'anomenat santuari de Gastiburu, un conjunt de construccions de la mateixa època la finalitat del qual s'ignora, tot i que es pensa que havia de ser per a la realització de rituals.
La població d'Arrola devia ser d'uns 400 habitants, amb una estructura social complexa, en què hi hauria una aristocràcia reduïda i una elit religiosa, i la majoria eren llauradors i artesans. Les restes de ceràmica que s'hi han trobat són de característiques celtiberes. Els molins de mà i d'eix central, així com les eines i altres estris, indiquen que els pobladors d'Arrola conreaven blat, sègol i panís, pasturaven bestiar boví, oví i porcí, practicaven la mineria i comerciaven amb altres poblats.
La gran murada que encercla el llogaret era senyal de prestigi i fa suposar que Arrola era el cap d'una sèrie de poblats menors, la qual cosa marcaria una estructura jeràrquica de l'ocupació del territori.

## La muralla
En les defenses del castre d'Arraola destaca la muralla que l'envolta. Aquesta muralla té una alçada d'entre 5 i 6 m i una amplada a la base d'entre 7 i 8 m i d'entre 3 i 3,5 m a la part superior. Les portes d'entrada són del tipus de biaix, característica de l'edat del ferro, formades per un solapament de dos llenços de murada que formen un corredor de 10 m. El poblat devia tenir tres entrades, tot i que només se n'han trobat dues; una n'ha estat totalment excavada, estudiada i reconstruïda, mentre que la tercera es pensa que ha estat destruïda en construir-hi dues pistes forestals.
Té un nucli de terra revestit de pedra amb un fort pendent cap a fora. La defensa es completava amb un fossat i una estacada. Arrola és un "dels millors exemples de fortificació d'entrada de tot el nord de la península Ibèrica".

## Santuari de Gastiburu
A 800 metres al sud-est de l'oppidum de Marueleza, o castre d'Arrola, entre dos petits rius, hi ha una curiosa construcció datada del s. III ae, coneguda com a "santuari de Gastiburu" i que la tradició popular sempre ha lligat a la mitologia i a la bruixeria, un lloc habitual d'aquelarre. Aquest conjunt monumental, sense referències d'altres de semblants, no té un ús productiu aparent, i té tres característiques rellevants:
- Exclusivitat de disseny.
- Qualitat de la construcció.
- Manca de materials usuals.

El monument sorprén per no tenir una finalitat productiva, o relacionada amb la producció, concreta. Devia destinar-se a assemblees o actes de tipus ritual de la població de l'oppium de Maruelaza. La ubicació i disposició de les estructures s'alineen amb elements ortogràfics propers marcant direccions de fets rellevants, ocàs i ortus en els perihelis, punt del migdia, etc..., relacionats amb els canvis de les estacions i la determinació dels temps importants relacionats amb tasques agrícoles.
Un construcció d'aquest tipus, per les seues dimensions, qualitat i ús, assenyala la fortalesa de l'estructura social del castre d'Arrola amb una economia suficient que li permetia disposar de recursos per realitzar-la i mantenir-la.

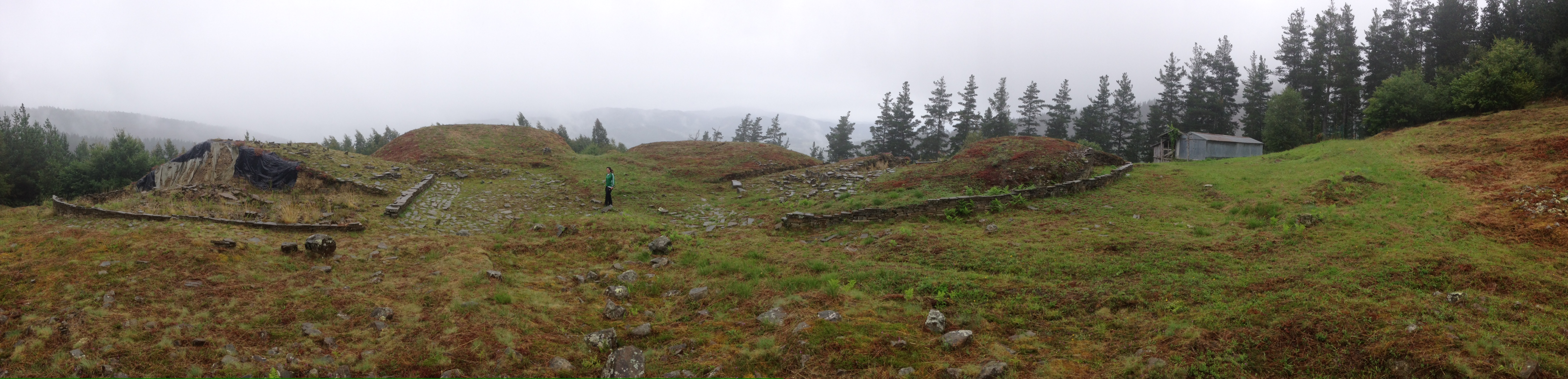
Vista panoràmica del santuari de Gastiburu

### Descripció
El santuari de Gastiburu, el formen dos diferents conjunts arquitectònics: d'una banda, situats en quatre dels cinc vèrtexs d'una figura pentagonal, emergeixen 4 grans estructures amb planta en ferradura amb eixos de 18,8 m x 19,3 m i un volum d'entre 450 m³ i 800 m³. Al cinqué vèrtex hi ha una estructura semblant però méss menuda. D'altra banda, alineades amb el cinqué vèrtex, hi ha unes estructures menors de planta circular, formant una línia amb orientació de 87° nord-est.
Al centre del pentàgon es fa una plaça a la qual miren les estructures majors o lòbuls, que tenen, en aquest lloc, graderies. Cada lòbul se separa de la plaça per un muret de maçoneria; el sòl entre aquesta i el lòbul està pavimentat amb llosetes de gres. El mur té dos passos també pavimentats, igual que la plaça. Les graderies són corbes, amb el centre proper a l'eix comú de cada estructura. A les graderies s'accedia per dos passadissos laterals; hi ha lloses de pedra amb anagrames que separen espais entre fileres i dins de les mateixa fila. S'han trobat lloses amb forma d'animals; també cazssoletes i alguns petits ídols de pedra.
Els lòbuls estan construïts amb pedra i argila procedent d'unes pedreres properes (s'hi han degut usar 2.900 m³ de pedra i 5.900 m³ d'argila). L'interior estava reforçat amb troncs d'arbres posats de forma octogonal, en cada lòbul s'usaren més de 30 arbres.
S'han descobert algunes alineacions d'elements del conjunt amb punts singulars de la geografia veïna. El punt més elevat del castre d'Arrola està en alineació amb el punt central del conjunt i l'inici del mur sud del lòbul situat al nord. S'han determinat altres alineacions: amb el cim de muntanya Elbizuagamendi, que té una altitud de 468,2 m sobre el nivell del mar i està a 123,6° nord, es marca l'ortus del solstici d'hivern; amb el serral de Labakoatxa, amb una altitud de 461,4 m sobre el nivell del mal i situat a 236,7º al nord, coincideix l'ocàs d'aquest mateix solstici. L'ortus del solstici d'estiu coincideix amb el turó de Gaztaintzu-gane, que té 525 m d'altitud i està a 56° nord, i l'ocàs del solstici d'estiu s'alinea amb el cim de la muntanya Sollube de 657,4 m d'altitud i situat a 302,9º al nord. El sud es marca amb el cim de l'Astoagana, al massís de la muntanya Oiz, que té una altitud de 804 m sobre el nivell del mar. Totes les alineacions coincideixen amb elements rellevants de l'estructura del monument. Els punts referencials estan nets en l'horitzó albirat des del santuari.